# Quang phổ phát xạ

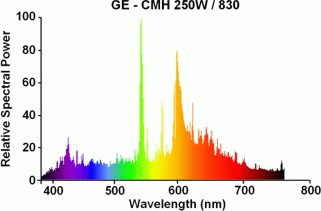
Quang phổ phát xạ của một đèn halogen kim loại.

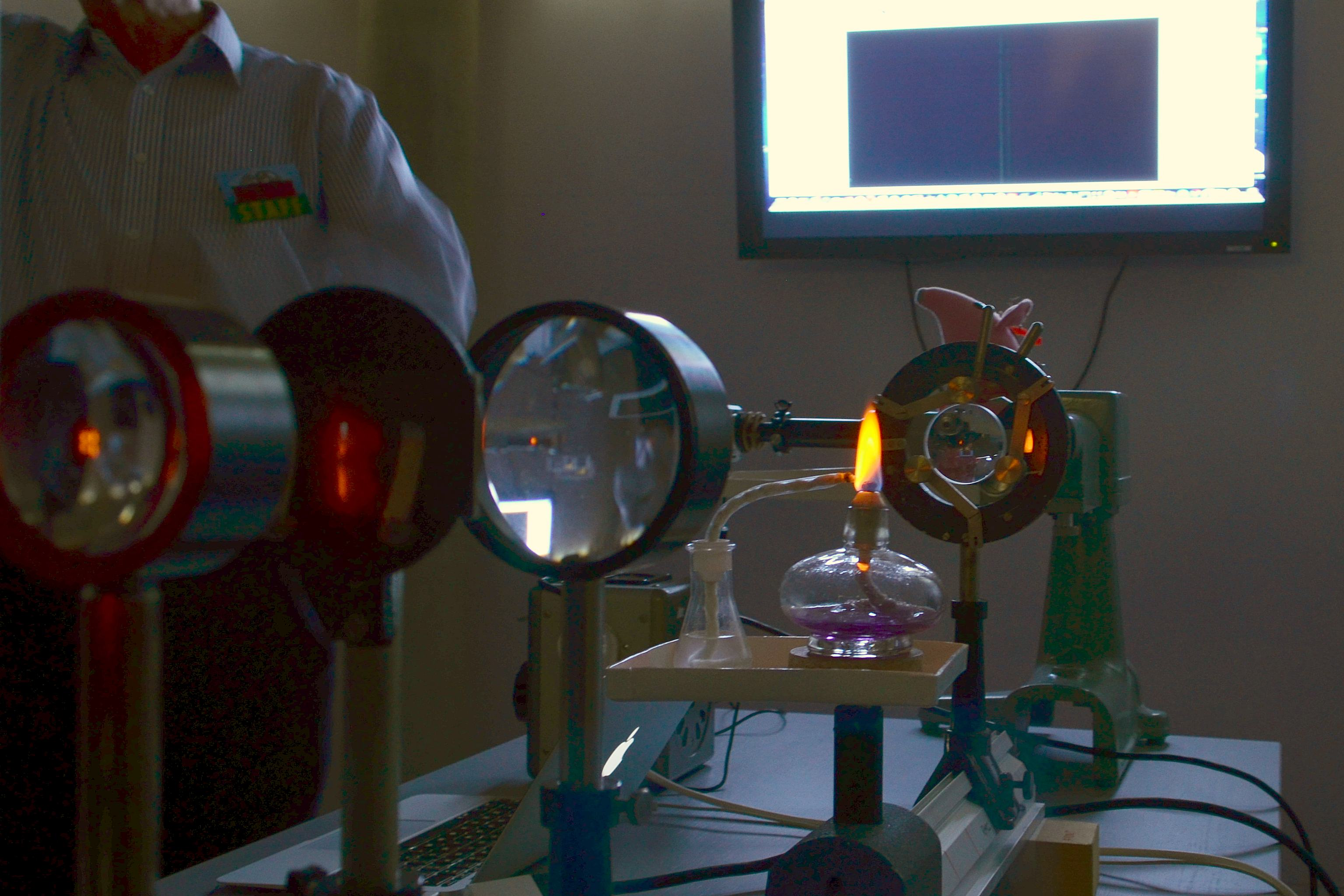
Trình bày kỹ thuật lấy quang phổ phát xạ với các thấu kính 589 nm D_{2} (trái) và 590 nm D_{1} (phải) để lấy quang phổ của natri bằng cách đốt muối ăn.

Quang phổ phát xạ của một nguyên tố hóa học hoặc hợp chất hóa học là một quang phổ của các tần số của bức xạ điện từ phát xạ khi một nguyên tử hoặc một phân tử chuyển đổi từ trạng thái năng lượng cao sang trạng thái năng lượng thấp hơn. Năng lượng photon của photon phát xạ bằng sự chênh lệch năng lượng giữa hai trạng thái trên. Có rất nhiều chuyển đổi điện tử có thể cho mỗi nguyên tử, và mỗi quá trình chuyển đổi có một sự khác biệt năng lượng cụ thể. Tập hợp các chuyển tiếp khác nhau, dẫn đến các bước sóng phát xạ khác nhau, tạo thành quang phổ phát xạ. Quang phổ phát xạ của mỗi nguyên tố là duy nhất. Do vậy, quang phổ học có thể được sử dụng để xác định các nguyên tố hóa học trong một vật chưa biết rõ thành phần. Tương tự, phổ phát xạ của các phân tử có thể được sử dụng trong phân tích hóa học của các chất.